# Cynorta crassa
Cynorta crassa is een hooiwagen uit de familie Cosmetidae.